# 摩西·讓·巴蒂斯特

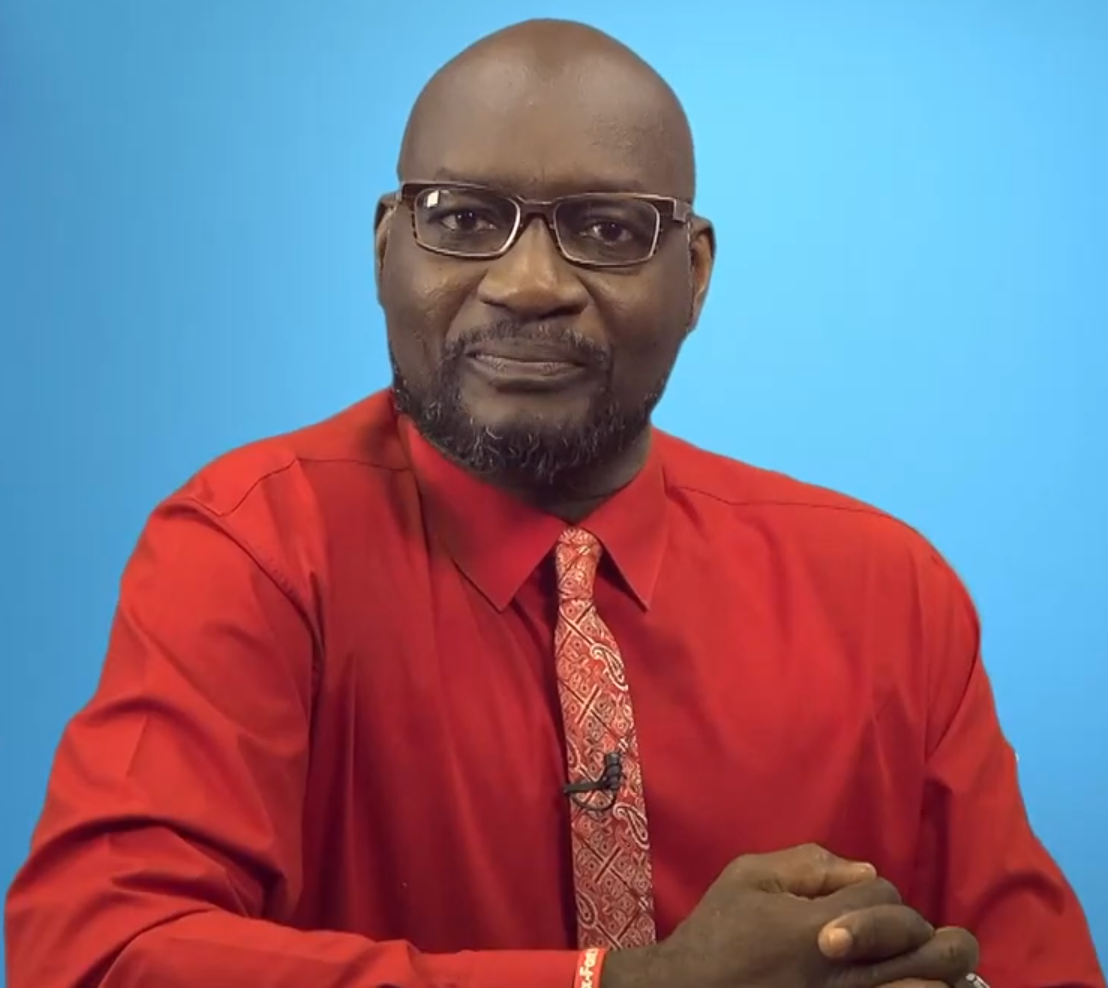
2020年的摩西·讓·巴蒂斯特

摩西·讓·巴蒂斯特（英語：Moses Jn. Baptiste）是一名聖露西亞政治人物。他是現任聖露西亞衛福部長，也是北維約堡區的眾議院代表。
摩西·讓·巴蒂斯特居住在維約堡區的Pierrot。在進入政壇之前，包提斯是維約堡綜合中學A校區的一名農業科學教師，然後轉到維約堡小學擔任校長。包提斯是當地文化和鼓樂的一部分，被稱為「tanbou melee」。他成功參加2006年的聖露西亞大選，是首任國會議員之一。包提斯是工黨的農村發展、農業與文化發言人。